# Чистець німецький
Чистець німецький, чистець германський (Stachys germanica) — вид рослин з родини глухокропивових (Lamiaceae), поширений у Алжирі, Європі та західній Азії.

## Опис

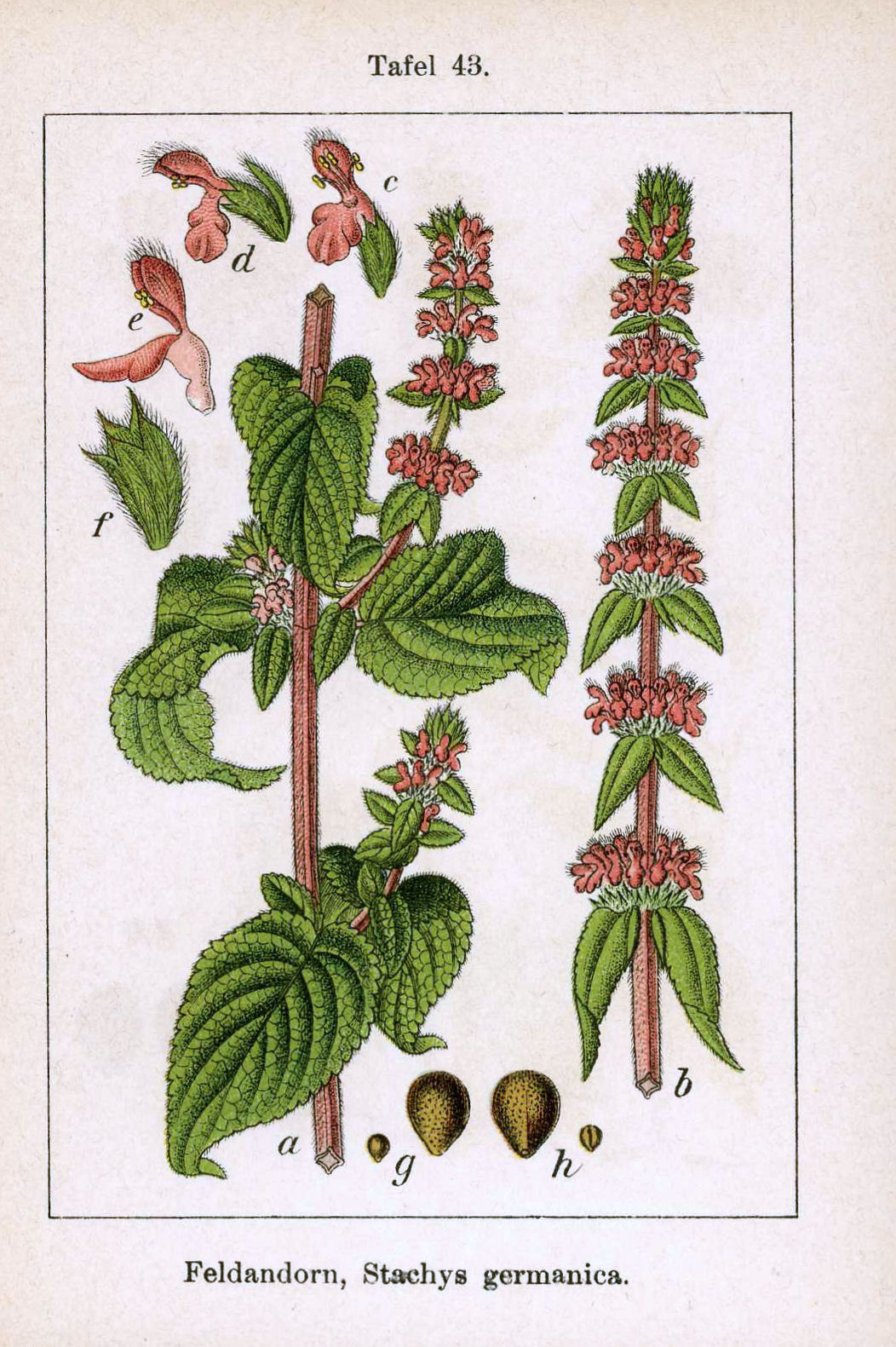

Багаторічна трав'яниста рослина 30–100 см завдовжки, білувата або сірувата від густого запушення. Листки товстуваті, здебільшого з добре виявленою серцеподібною основою, городчаті, нижні — черешкові, верхні — сидячі. Кільця квіток зібрані в густе суцвіття. Приквітки лінійно-ланцетні, не перевищують чашечки. Віночок рожевий.

## Поширення
Вид поширений у Алжирі, Європі крім півночі та в західній Азії: Туреччина, Вірменія, Грузія, Азербайджан.
В Україні вид зростає на лісових галявинах, серед чагарників, на трав'янистих і кам'янистих схилах, іноді як бур'ян; зрідка культивується — майже на всій території, у Степу рідко; декоративний.